# ریس جیمز (بازیکن فوتبال، زاده ۱۹۹۹)
ریس جیمز (انگلیسی: Reece James؛ زادهٔ ۸ دسامبر ۱۹۹۹) بازیکن فوتبال اهل انگلستان است که در پست دفاع راست برای باشگاه فوتبال چلسی در لیگ برتر فوتبال انگلستان و تیم ملی انگلیس بازی می‌کند.
از باشگاه‌هایی که در آن بازی کرده‌است می‌توان به باشگاه فوتبال ویگان اتلتیک و چلسی اشاره کرد.

## عملکرد باشگاهی
جیمز در لندن متولد شد و در سن شش سالگی به چلسی پیوست و در مارس ۲۰۱۷ تبدیل به بازیکن حرفه ای شد. در طول فصل ۲۰۱۷–۱۸ او کاپیتان زیر ۱۸ سال‌ها شد تا در جام حذفی جوانان قهرمان شود و به عنوان بهترین بازیکن آکادمی این فصل انتخاب شد. وی در ژوئن سال ۲۰۱۸ قرارداد جدید چهار ساله با این باشگاه امضا کرد.
بعداً در همین ماه او به صورت قرضی به ویگان اتلتیک پیوست. در مارس ۲۰۱۹ او در تیم منتخب فصل چمپیونشیپ حضور داشت. وی در پایان فصل سه جایزه از ویگان اتلتیک از جمله بهترین بازیکن فصل این باشگاه را به دست آورد.
در ۲۵ سپتامبر ۲۰۱۹، جیمز پس از بازگشت از مصدومیت، اولین بازی خود را برای چلسی انجام داد. او در دور سوم جام حذفی در یک پیروزی ۷–۱ برابر گریمزبی تاون، یک گل به ثمر رساند و دو پاس گل داد. جیمز با گلزنی چهارمین گل تساوی ۴–۴ در بازی برگشت خود با آژاکس در ۵ نوامبر ۲۰۱۹ به جوانترین گلزن چلسی در لیگ قهرمانان اروپا تبدیل شد. وی در تاریخ ۱۶ ژانویه ۲۰۲۰ قرارداد طولانی مدتی با چلسی را امضا کرد.

## عملکرد بین‌المللی
وی از سطح زیر ۱۷ سال تا ۲۱ سال نماینده انگلیس بوده‌است. در ماه مه سال ۲۰۱۷، جیمز در مسابقات زیر ۲۰ سال تولون ۲۰۱۷ در ترکیب انگلیس قرار گرفت. او در بازی فینال حضور داشت و انگلیس ساحل عاج را شکست داد تا عنوان قهرمانی خود را حفظ کند.
در ژوئیه سال ۲۰۱۷، جیمز بخشی از تیم زیر ۱۹ سال بود که در مسابقات قهرمانی زیر ۱۹ سال اروپا ۲۰۱۷ قهرمان شد. وی در مرحله نیمه نهایی مقابل جمهوری چک اولین بازی خود را انجام داد. جیمز یکی از اعضای تیم زیر ۲۰ سال بود که به مسابقات تورنمنت ۲۰۱۹ سفر کرده بود و در نیمه اول مسابقه فینال در ۷ ژوئن ۲۰۱۹ بر روی صافی با آسیب رباط مچ پا مصدوم شد.
در تاریخ ۴ اکتبر ۲۰۱۹، جیمز برای اولین بار در ترکیب زیر ۲۱ سال قرار گرفت. وی اولین پیروزی زیر ۲۱ سال خود را در مسابقات مقدماتی قهرمانی زیر ۲۱ سال یوفا در ۱۵ نوامبر ۲۰۱۹ مقابل آلبانی به دست آورد.

## زندگی شخصی
او به یک خانواده فوتبالی تعلق دارد، جایی که خواهرش، لورن همچنین یک فوتبالیست حرفه ای برای تیم بانوان چلسی است. او فارغ‌التحصیل مدرسه ایسلورث و سیون است.

## افتخارات

#### چلسی
- جام حذفی جوانان انگلیس:۲۰۱۶–۱۷، ۲۰۱۷–۱۸
- لیگ برتر زیر ۱۸سال انگلستان:۲۰۱۶–۱۷، ۲۰۱۷–۱۸
- لیگ قهرمانان اروپا: ۲۰۲۱–۲۲
- لیگ کنفرانس اروپا: ۲۰۲۴–۲۵[۴]
- سوپر جام اروپا: ۲۰۲۱–۲۲
- جام باشگاه‌های جهان: ۲۰۲۱–۲۲، ۲۰۲۵[۵]
- جام حذفی فوتبال انگلستان نایب قهرمان: ۲۰۱۹–۲۰,[۶] ۲۰۲۰–۲۱,[۷] ۲۰۲۱–۲۲[۸]
- جام اتحادیه باشگاه‌های انگلستان نایب قهرمان: ۲۰۲۱–۲۲[۹]

#### زیر ۱۹سال انگلستان
- مسابقات قهرمانی زیر ۱۹سال اروپا:۲۰۱۷

#### زیر ۲۰سال انگلستان
- مسابقات تولون:۲۰۱۷

#### فردی
- بهترین بازیکن آکادمی چلسی:۱۸–۲۰۱۷
- بهترین بازیکن فصل ویگان اتلتلیک:۱۹–۲۰۱۸
- بهترین بازیکن ترکیب ویگان اتلتیک:۱۹–۲۰۱۸
- بهترین گل فصل ویگان اتلتیک:۱۹–۲۰۱۸